# Soli (zemlja)

Desarrollo territorial de Bosnia durante la Edad Media; con la región de Soli indicada en las partes nororientales del país.

Soli o Só fue una zemlja del estado bosnio medieval, situada en la actual Bosnia y Herzegovina septentrional, centrada en torno a la ciudad de Tuzla. Inicialmente, era una župa eslava, la zemlja de Soli se convirtió en parte integral de la Bosnia de Kulin y más tarde tanto del Banato de Bosnia como del Reino de Bosnia.
También en el período feudal temprano, Soli se organizó de manera especial. Como tal, entró en el título de los gobernantes bosnios, pero en algún momento de la primera mitad del siglo XIV se fusionó completamente con Usora. Aparte del nombre y solo el territorio aproximado, no se sabe nada sobre la organización de esta zemlja.
El significado del nombre es «sales». Con la llegada del Imperio otomano alrededor de 1512, los nombres de los pueblos «Gornje Soli» y «Donje Soli» se tradujeron a «Memlehai-bala» y «Memlehai-zir», que literalmente significan Salinas Superior e Inferior, respectivamente. La zemlja de Soli finalmente se incorporaría a la zemlja de Usora en el siglo XV.